# Baryscapus repulsus
Baryscapus repulsus är en stekelart som först beskrevs av Girault 1917.  Baryscapus repulsus ingår i släktet Baryscapus och familjen finglanssteklar. Inga underarter finns listade.